# Day-O (The Banana Boat Song)
Singles de Harry Belafonte
Mary's Boy Child
(1954) Hold 'Em Joe
(1957)
Clip vidéo
[vidéo] « Harry Belafonte - Day-O (The Banana Boat Song) », sur YouTube
[vidéo] « USA for Africa - Harry Belafonte Tribute », sur YouTube
Day-O (The Banana Boat Song) ou Banana Boat (Day-O) ou Day-O (La chanson du bateau de banane, en anglais) est un mento folklorique populaire de la Jamaïque, enregistré par Edric Connor and The Caribbeans en 1952 sous le titre Day Dah Light. Elle est reprise en particulier par le chanteur américain Harry Belafonte (originaire de la Jamaïque) sur son album Calypso de 1956, vendu à plus d'un million d'exemplaires et no 1 au Billboard Top Pop Albums, devenant l'un des succès les plus emblématiques de sa carrière. 

## Histoire
Cette chanson est à l'origine une chanson populaire jamaïcaine, un chant de travail avec appel et réponse, avec des paroles évoquant des dockers chargeant de nuit des bananes sur un bateau : leur travail terminé, à l'arrivée du jour, ils demandent leurs paiements avant de rentrer chez eux. Elle est souvent citée comme exemple de calypso, même si le mento et la calypso sont deux styles distincts.
Le premier enregistrement connu est celui du chanteur trinidadien Edric Connor avec son groupe The Caribbeans en 1952, sur l'album Songs from Jamaica ; la chanson s'y intitule Day Dah Light. En 1956, Irving Burgie (en) et William Attaway (en) écrivent une version des paroles, enregistrée la même année par Harry Belafonte sur son album Calypso. Cette version est devenue une des chansons-phares de sa carrière, no 5 du classement du Billboard 1957. 
La version de Belafonte est utilisée en 1988 dans une des scènes les plus mémorables du film américain Beetlejuice, de Tim Burton, lors d'un repas d'affaires où un envoûtement pousse les convives à chanter et danser autour de la table. Elle est aussi reprise dans l'adaptation en comédie musicale.
En 2009, l'interprétation de Harry Bellafonte reçoit le Grammy Hall of Fame Award.

## Reprises et adaptations
Ce tube est repris et adapté par de nombreux interprètes, dont Sarah Vaughan (1956), Les Compagnons de la chanson (1957), Shirley Bassey (1957), Dario Moreno (1957), Gino Latilla (1959), Adriano Celentano (1981), Manu Chao (Calipso Bananero, 2009), Harry Belafonte et Le Muppet Show (1978), Banan'N Jug (en medley, 2018), les chanteurs jamaïcains Conkarah et Shaggys (version Banana, 2019, remixée en 2020, classée à la première place des classements au Mexique et aux Pays-Bas,)...
Le groupe USA for Africa l’improvise durant l'enregistrement de leur chanson caritative We Are the World de 1985, avec et en hommage à Harry Belafonte, avec entre autres Michael Jackson, The Jackson Five, Ray Charles, Stevie Wonder, Bruce Springsteen, Tina Turner, Lionel Richie, Diana Ross, Cyndi Lauper...

## Utilisations
- 1988 : Beetlejuice, de Tim Burton, version d'Harry Belafonte.
- 1988 : Beetlejuice (comédie musicale)
- 1988 : Hairspray, de John Waters
- 1990 : Le Prince de Bel-Air, série américaine, interprétée par Will Smith
- 2003 : Spot publicitaire Coca-Cola Vanille[9]
- 2024 : Beetlejuice Beetlejuice, de Tim Burton, dans une reprise par Alfie Davis et le chœur de la Sylvia Young Theatre School